# Забастовка нарочанских рыбаков

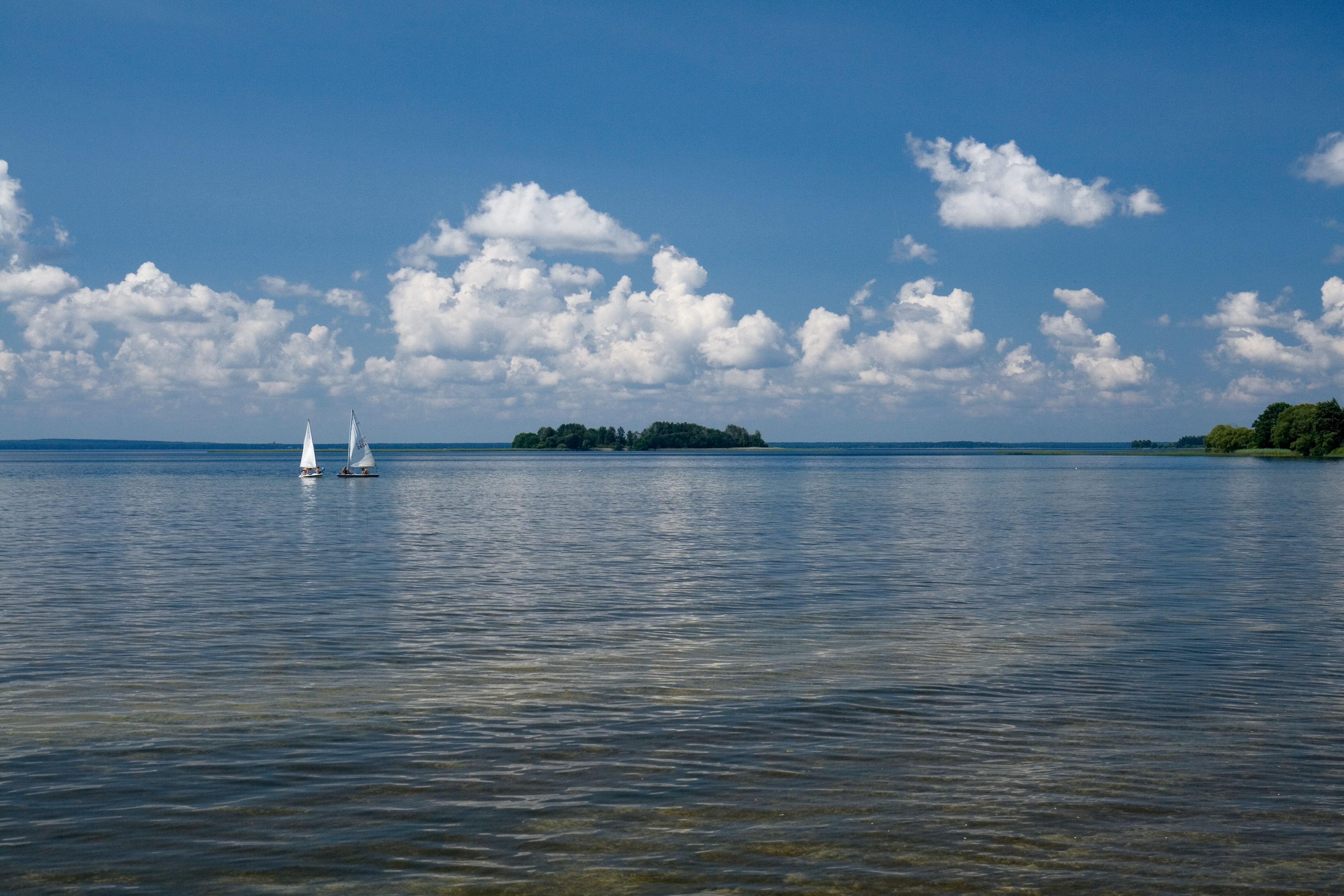
Современный вид на озеро Нарочь.

Забастовка нарочанских рыбаков (бел. Нарачанскае выступленне рыбакоў) — начавшееся весной 1935 года выступление (забастовка) белорусских крестьян-рыбаков, направленное против несправедливой аграрной и налоговой политики польских властей.
Причиной забастовки стала установка польским правительством высокой арендной платы и передача озера Нарочь дирекции государственных лесов, которая запретила свободный лов рыбы в водоёме. Для тысяч бедных крестьян, живших на берегах Нарочи, ловля рыбы представляла собой единственное средство существования, вследствие чего весной 1935 года более 5 тысяч крестьян из 40 окрестных деревень объявили властям забастовку. К лету того же года выступление приняло более серьёзный характер: рыбаки избрали забастовочный комитет, сформировали дружины самообороны, прогоняли охрану и не допускали к озеру штрейкбрехеров, согласившихся с установленными правилами рыбной ловли. Руководство забастовкой осуществляла Коммунистическая партия Западной Белоруссии.
Благодаря настойчивости нарочанских рыбаков в 1939 году власти были вынуждены пойти на уступки, позволив крестьянам возобновить лов рыбы в озере.
Известный поэт Максим Танк посвятил забастовке нарочанских рыбаков свою поэму «Нарочь», работу над которой начал ещё в 1935 году в Вильно. Из-за тщательной цензуры автор публиковал произведение частями, вычёркивая наиболее острые моменты. Полностью текст поэмы был восстановлен только в 1940 году.